# 長門知大
長門 知大（ながと ちひろ）は、日本の漫画家。2014年、「お友達から」が第92回週刊少年マガジン新人漫画賞特選を受賞し、『週刊少年マガジン』（講談社）2014年29号に掲載されデビュー。特選の受賞者は17年振りである。『将来的に死んでくれ』が「次にくるマンガ大賞2018」で11位に選ばれた。

## 作品リスト

### 連載
- 将来的に死んでくれ（『別冊少年マガジン』2016年11月号[3] - 2019年11月号、全7巻） - 百合作品でありボイスドラマ化された[4]。
- ダイロクセンス（『別冊少年マガジン』2021年2月号[5] - 2022年4月号、全15話、全3巻）

### 読み切り
- お友達から（『週刊少年マガジン』2014年29号[1]） - デビュー作[1]。
- 風に吹かれてお父さん（『週刊ヤングジャンプ』2020年13号[6]） - 家族愛を描いた作品。[独自研究?]
- カミサマの御膳です（『週刊少年マガジン』2024年23号[7]）